# Абдулла Мовахед
Абдулла Мовахед Ардабілі (перс. عبدالله موحد; нар. 10 березня 1940, Баболсар, остан Мазендеран) — іранський борець вільного стилю, п'ятиразовий чемпіон світу, дворазовий чемпіон Азійських ігор, чемпіон Олімпійських ігор.

## Життєпис

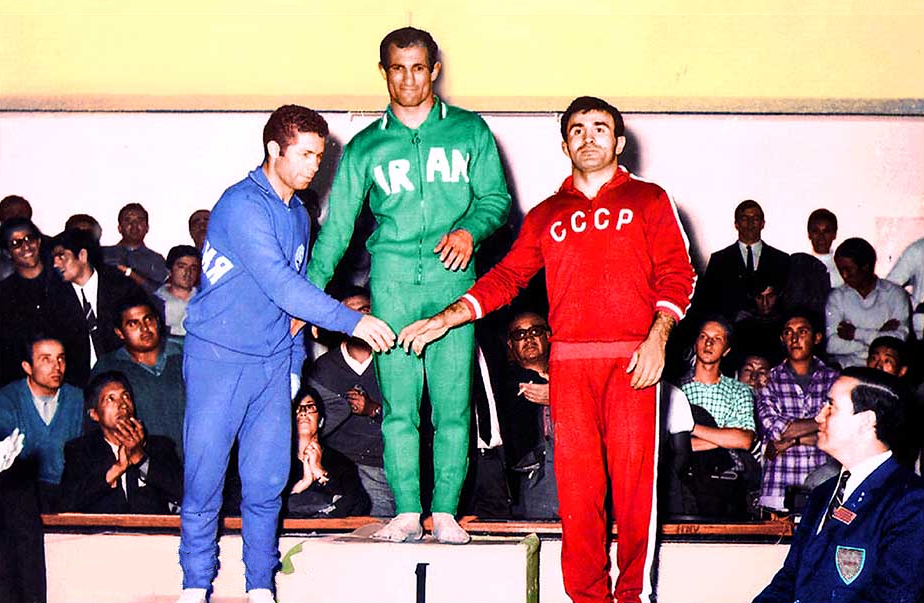
Зліва направо: Єньо Вилчев, Абдулла Мовахед і Нодар Хохашвілі на подіумі чемпіонату світу 1969 року в Мар-дель-Плата (Аргентина)

У 1963 році Абдулла Мовахед дебютував на чемпіонаті світу, на якому він посів шосте місце. Наступного року відбувся дебют і на Олімпійських іграх, де іранський борець став п'ятим.
Пік спортивної слави Абдулли Мовахеда відбувся у період з 1965 по 1970 рр., коли він п'ять разів поспіль ставав чемпіоном світу. На цей же період припадають його олімпійське золото 1968 року і дві перемоги на Азійських іграх 1966 і 1970 років.

## Вшанування пам'яті
2004 року включений до Всесвітньої Зали слави Міжнародної федерації об'єднаних стилів боротьби (FILA).

## Спортивні результати на міжнародних змаганнях

### Виступи на Олімпіадах
| Змагання                    | Збірна | Вагова категорія          | Місце  |
| --------------------------- | ------ | ------------------------- | ------ |
| Літні Олімпійські ігри 1964 | Іран   | вільна боротьба, до 70 кг | 5      |
| Літні Олімпійські ігри 1968 | Іран   | вільна боротьба, до 70 кг | Золото |
| Літні Олімпійські ігри 1972 | Іран   | вільна боротьба, до 70 кг | AC     |

### Виступи на Чемпіонатах світу
| Змагання                        | Збірна | Вагова категорія          | Місце  |
| ------------------------------- | ------ | ------------------------- | ------ |
| Чемпіонат світу з боротьби 1963 | Іран   | вільна боротьба, до 70 кг | 6      |
| Чемпіонат світу з боротьби 1965 | Іран   | вільна боротьба, до 70 кг | Золото |
| Чемпіонат світу з боротьби 1966 | Іран   | вільна боротьба, до 70 кг | Золото |
| Чемпіонат світу з боротьби 1967 | Іран   | вільна боротьба, до 70 кг | Золото |
| Чемпіонат світу з боротьби 1969 | Іран   | вільна боротьба, до 68 кг | Золото |
| Чемпіонат світу з боротьби 1970 | Іран   | вільна боротьба, до 68 кг | Золото |
| Чемпіонат світу з боротьби 1971 | Іран   | вільна боротьба, до 68 кг | 4      |

### Виступи на Азійських іграх
| Змагання           | Збірна | Вагова категорія          | Місце  |
| ------------------ | ------ | ------------------------- | ------ |
| Азійські ігри 1966 | Іран   | вільна боротьба, до 70 кг | Золото |
| Азійські ігри 1970 | Іран   | вільна боротьба, до 68 кг | Золото |